# جاك لانغ (سياسي)
جاك لانغ (بالإنجليزية: Jack Lang)‏ هو سياسي أسترالي، ولد في 21 ديسمبر 1876 في سيدني في أستراليا، وتوفي في 27 سبتمبر 1975 في أستراليا. حزبياً، نشط في حزب العمال الأسترالي. وقد انتخب Premier of New South Wales ‏ (4 نوفمبر 1930 – 13 مايو 1932) وانتخب عضو الجمعية التشريعية نيو ساوث ويلز وانتخب Premier of New South Wales ‏ (17 يونيو 1925 – 18 أكتوبر 1927).

## روابط خارجية
- جاك لانغ على موقع الموسوعة البريطانية (الإنجليزية)